# Xã Kidder, Quận Carbon, Pennsylvania
Xã Kidder (tiếng Anh: Kidder Township) là một xã thuộc quận Carbon, tiểu bang Pennsylvania, Hoa Kỳ. Năm 2010, dân số của xã này là 1.935 người.